# Gerbstedt
Gerbstedt este un oraș din landul Saxonia-Anhalt, Germania.

## Heraldică
În stema orașului este reprezentat Sfântul Ștefan cu o ramură de palmier în mână (simbolul martirilor). Arhidiaconul Ștefan a fost sfântul patron al mănăstirii benedictine de călugărițe din Gerbstedt, desființată în 1541, în contextul reformei protestante.